# Estación Sosa
Estación Sosa o Sosa es una localidad y comuna de 1ª categoría del distrito María Grande 1° del departamento Paraná, en la provincia de Entre Ríos, República Argentina. Lleva el nombre de su estación de ferrocarril. 
La población de la localidad, es decir sin considerar el área rural, era de 293 personas en 1991 y de 479 en 2001. La población de la jurisdicción de la junta de gobierno era de 608 habitantes en 2001.
Los límites jurisdiccionales de la junta de gobierno fueron ampliados por decreto 6704/1999 MGJE del 10 de noviembre de 1999, y modificados por decreto 1475/2002 MGJ del 22 de abril de 2002. Los límites de la planta urbana de la localidad fueron fijados por decreto 2283/1991 MGJOSP del 27 de mayo de 1991.
Por decreto 879/2017 MGJ del 28 de abril de 2017 la junta de gobierno fue elevada a la 1ª categoría, siendo previamente de 2ª categoría.

## Comuna
La reforma de la Constitución de la Provincia de Entre Ríos que entró en vigencia el 1 de noviembre de 2008 dispuso la creación de las comunas, lo que fue reglamentado por la Ley de Comunas n.º 10644, sancionada el 28 de noviembre de 2018 y promulgada el 14 de diciembre de 2018. La ley dispuso que todo centro de población estable que en una superficie de al menos 75 km² contenga entre 700 y 1500 habitantes, constituye una comuna de 1ª categoría. La Ley de Comunas fue reglamentada por el Poder Ejecutivo provincial mediante el decreto 110/2019 de 12 de febrero de 2019, que declaró el reconocimiento ad referéndum del Poder Legislativo de 34 comunas de 1ª categoría con efecto a partir del 11 de diciembre de 2019, entre las cuales se halla Estación Sosa. La comuna está gobernada por un departamento ejecutivo y por un consejo comunal de 8 miembros, cuyo presidente es a la vez el presidente comunal. Sus primeras autoridades fueron elegidas en las elecciones de 9 de junio de 2019.

## Servicios ferroviarios
Se encuentra entre las estaciones de Tabossi y María Grande del ramal Crespo - El Pingo.